# 島根大学の人物一覧
島根大学の人物一覧（しまねだいがくのじんぶついちらん）は、島根大学に関係する人物の一覧記事。

## 教員
- 橋谷博 - 理学部化学科教授

## OB・OG

### 政界
- 下野六太 - 公明党参議院議員
- 中林佳子 - 日本共産党元衆議院議員
- 吉岡吉典 - 日本共産党元参議院議員（旧制松江高等学校中退）
- 福浜隆宏 - 鳥取県議会議員、元日本海テレビアナウンサー
- 佐々木理江 - 大阪市議会議員（大阪維新の会）、元タレント（総合理工学部、松江工業高等専門学校より編入）

### 財界
- 青笹寛史 - 起業家
- 阿多親市 - 元日本マイクロソフト社長、ソフトバンク・テクノロジー社長
- 藤田田 - 日本マクドナルド、日本トイザらス創業者（旧制松江高等学校）

### 研究者・学者
- 指宿信 - 刑事訴訟法、成城大学教授、元立命館大学教授
- 今川晃 - 地方自治、同志社大学教授
- 岩田健太郎 - 医学、神戸大学教授（島根医科大学卒）
- 岩本晋 - 医学、山口大学特命教授
- 木佐茂男 - 行政法、九州大学教授
- 久屋孝夫 - 社会言語学、西南学院大学教授
- 田尻悟郎 - 英語教育、関西大学教授
- 中村宗一郎 - 農学、信州大学学長
- 松下千吉 - 英文学、京都大学名誉教授
- 辻森樹 - 地質学、東北大学教授
- 道坂昭廣 - 中国文学、京都大学教授
- 山本廣基 - 農薬環境科学、島根大学学長、大学入試センター理事長
- 湯浅邦弘 - 中国哲学、大阪大学教授

### 文学
- 那須正幹 - 児童文学作家　『ズッコケ三人組』シリーズ
- 飛浩隆 - SF作家　〈廃園の天使〉シリーズ他
- 熊谷雅人 - ライトノベル作家　『ネクラ少女は黒魔法で恋をする』シリーズ

### その他
- まつもとゆきひろ - プログラミング言語「Ruby」の開発者（大学院総合理工学研究科博士後期課程単位取得）
- 増田都子 - 社会科教諭
- 羽仁礼 - ノンフィクション作家
- 川勝和哉 - 指揮者、フルート奏者
- 栗山文昭 - 合唱指揮者
- あがわ医院 - 医師、歌手
- 浜田真理子 - ミュージシャン、歌手
- 藤原しおり（旧芸名・ブルゾンちえみ） - お笑いタレント（中退）
- 藤原聡、楢﨑誠、松浦匡希（Official髭男dism） - ミュージシャン
- 仲野香穂 - テレビ熊本アナウンサー
- 西村和葉 - 女優、タレント、モデル